# Qatar Airways Tournament of Champions 2012
Il Qatar Airways Tournament of Champions 2012 è stato un torneo di tennis giocato sul cemento indoor. È stata la 4ª edizione dell'evento precedentemente chiamato Commonwealth Bank Tournament of Champions, che fa parte della categoria International nell'ambito del WTA Tour 2012. Il torneo è stato spostato a Sofia in Bulgaria e si è giocato all'Arena Armeec tra il 30 ottobre e il 4 novembre 2012. Ana Ivanović era la detentrice del torneo ma non ha preso parte al torneo per la concomitante finale di Fed Cup.
Nadia Petrova ha sconfitto in finale Caroline Wozniacki per 6-2, 6-1.

## Format del torneo
Quest'anno il torneo cambia format, è composto da 8 giocatrici (di cui due wild card) divise in due gruppi con la formula del round robin. Vi partecipano le giocatrici che hanno vinto almeno un torneo WTA International con il ranking più elevato.

## Qualificate
| WTA Ranking del al 22 ottobre 2012 |                    |         |                        |
| Testa di serie                     | Giocatrice         | Ranking | Vittorie               |
| 1                                  | Caroline Wozniacki | 11      | Seoul                  |
| 2                                  | Nadia Petrova      | 13      | 's-Hertogenbosch       |
| 3                                  | Marija Kirilenko   | 15      | Wildcard               |
| 4                                  | Roberta Vinci      | 16      | Dallas                 |
| 5                                  | Hsieh Su-wei       | 25      | Kuala Lumpur Guangzhou |
| 6                                  | Zheng Jie          | 29      | Auckland               |
| 7                                  | Daniela Hantuchová | 32      | Pattaya City           |
| 8                                  | Cvetana Pironkova  | 44      | Wildcard               |

## Testa a testa
|   |                    | Wozniacki | Petrova | Kirilenko | Vinci | Hsieh | Zheng | Hantuchová | Pironkova | Generale |
| 1 | Caroline Wozniacki |           | 4–1     | 5–1       | 0–1   | 2–0   | 1–3   | 5–1        | 3–0       | 20–7     |
| 2 | Nadia Petrova      | 1–4       |         | 4–4       | 2–2   | 1–0   | 8–1   | 4–3        | 0–1       | 23–15    |
| 3 | Marija Kirilenko   | 1–5       | 4–4     |           | 3–2   | 1–0   | 3–5   | 2–5        | 0–0       | 14–21    |
| 4 | Roberta Vinci      | 1–0       | 2–2     | 2–3       |       | 1–0   | 1–3   | 2–2        | 3–0       | 12–10    |
| 5 | Hsieh Su-wei       | 0–2       | 0–1     | 0–1       | 0–1   |       | 1–0   | 0–1        | 0–0       | 1–6      |
| 6 | Jie Zheng          | 3–1       | 1–8     | 5–3       | 3–1   | 0–1   |       | 0–6        | 2–0       | 14–20    |
| 7 | Daniela Hantuchová | 1–5       | 3–4     | 5–2       | 2–2   | 1–0   | 6–0   |            | 1–0       | 19–13    |
| 8 | Cvetana Pironkova  | 0–3       | 1–0     | 0–0       | 0–3   | 0–0   | 0–2   | 0–1        |           | 1–9      |

## Punti e montepremi
Il montepremi del Qatar Airways Tournament of Champions 2012 ammonta a 750 000 $.
| Turno                    | Montepremi | Punti    |
| ------------------------ | ---------- | -------- |
| Campionessa              | +190 000 $ | RR + 195 |
| Finalista                | +65 000 $  | RR +75   |
| Semifinaliste            | +10 000 $  | RR       |
| Round Robin (3 vittorie) | 80 000 $   | 180      |
| Round Robin (2 vittorie) | 65 000 $   | 145      |
| Round Robin (1 vittoria) | 50 000 $   | 110      |
| Round Robin (0 vittorie) | 35 000 $   | 75       |
| Alternate                | 7500 $     | -        |

## Round Robin

### Giorno 1 (30 ottobre)
| Incontri sull'Arena Armeec                                                   | Incontri sull'Arena Armeec | Incontri sull'Arena Armeec | Incontri sull'Arena Armeec |
| Gruppo                                                                       | Vincitrice                 | Perdente                   | Punteggio                  |
| ---------------------------------------------------------------------------- | -------------------------- | -------------------------- | -------------------------- |
| Gruppo "Serdika"                                                             | Roberta Vinci [4]          | Daniela Hantuchová [7]     | 6-1, 6-2                   |
| Gruppo "Sredets"1                                                            | Cvetana Pironkova [8/WC]   | Jie Zheng [6]              | 2-6, 6-4, 7-64             |
| Gruppo "Serdika"2                                                            | Caroline Wozniacki [1]     | Hsieh Su-wei [5]           | 6-2, 6-2                   |
| 1° match iniziato alle 15:50 1 Non prima delle 18:15 2 Non prima delle 20:00 |                            |                            |                            |

### Giorno 2 (31 ottobre)
| Incontri sull'Arena Armeec                                                   | Incontri sull'Arena Armeec | Incontri sull'Arena Armeec | Incontri sull'Arena Armeec |
| Gruppo                                                                       | Vincitrice                 | Perdente                   | Punteggio                  |
| ---------------------------------------------------------------------------- | -------------------------- | -------------------------- | -------------------------- |
| Gruppo "Sredets"                                                             | Nadia Petrova [2]          | Jie Zheng [6]              | 6-3, 6-3                   |
| Gruppo "Sredets"1                                                            | Marija Kirilenko [3/WC]    | Cvetana Pironkova [8/WC]   | 6-1, 6-4                   |
| Gruppo "Serdika"2                                                            | Caroline Wozniacki [1]     | Roberta Vinci [4]          | 6-3, 6-1                   |
| 1° match iniziato alle 15:50 1 Non prima delle 18:15 2 Non prima delle 20:00 |                            |                            |                            |

### Giorno 3 (1º novembre)
| Incontri sull'Arena Armeec                                                   | Incontri sull'Arena Armeec | Incontri sull'Arena Armeec | Incontri sull'Arena Armeec |
| Gruppo                                                                       | Vincitrice                 | Perdente                   | Punteggio                  |
| ---------------------------------------------------------------------------- | -------------------------- | -------------------------- | -------------------------- |
| Gruppo "Sredets"                                                             | Nadia Petrova [2]          | Marija Kirilenko [3/WC]    | 3-6, 7-64, 6-3             |
| Gruppo "Serdika"1                                                            | Caroline Wozniacki [1]     | Daniela Hantuchová [7]     | 3-6, 7-64, 6-4             |
| Gruppo "Serdika"2                                                            | Roberta Vinci [4]          | Hsieh Su-wei [5]           | 6-1, 6-2                   |
| 1° match iniziato alle 15:50 1 Non prima delle 18:15 2 Non prima delle 20:00 |                            |                            |                            |

### Giorno 4 (2 novembre)
| Incontri sull'Arena Armeec                                                   | Incontri sull'Arena Armeec | Incontri sull'Arena Armeec | Incontri sull'Arena Armeec |
| Gruppo                                                                       | Vincitrice                 | Perdente                   | Punteggio                  |
| ---------------------------------------------------------------------------- | -------------------------- | -------------------------- | -------------------------- |
| Gruppo "Sredets"                                                             | Sofia Arvidsson [Alt]      | Jie Zheng [6]              | 5-1, rit.                  |
| Gruppo "Sredets"1                                                            | Nadia Petrova [2]          | Cvetana Pironkova [8/WC]   | 2-6, 6-4, 7-64             |
| Gruppo "Serdika"2                                                            | Hsieh Su-wei [5]           | Daniela Hantuchová [7]     | 6-1, 0-6, 6-4              |
| 1° match iniziato alle 15:50 1 Non prima delle 18:15 2 Non prima delle 20:00 |                            |                            |                            |

## Semifinali

### Giorno 5 (3 novembre)
| Incontri sull'Arena Armeec                           | Incontri sull'Arena Armeec | Incontri sull'Arena Armeec | Incontri sull'Arena Armeec |
| Gruppo                                               | Vincitrice                 | Perdente                   | Punteggio                  |
| ---------------------------------------------------- | -------------------------- | -------------------------- | -------------------------- |
| Semifinale singolare                                 | Caroline Wozniacki [1]     | Cvetana Pironkova [8/WC]   | 6-4, 6-1                   |
| Semifinale singolare1                                | Nadia Petrova [2]          | Roberta Vinci [4]          | 68-7, 6-1,6-4              |
| 1° match iniziato alle 16:50 1 Non prima delle 19:00 |                            |                            |                            |

## Finale

### Giorno 6 (4 novembre)
| Incontro sull'Arena Armeec   | Incontro sull'Arena Armeec | Incontro sull'Arena Armeec | Incontro sull'Arena Armeec |
| Gruppo                       | Vincitrice                 | Perdente                   | Punteggio                  |
| ---------------------------- | -------------------------- | -------------------------- | -------------------------- |
| Finale singolare             | Nadia Petrova [2]          | Caroline Wozniacki [1]     | 6-2, 6-1                   |
| Il match iniziato alle 17:50 |                            |                            |                            |

## Campionessa
Nadia Petrova ha sconfitto in finale  Caroline Wozniacki per 6-2, 6-1.
- È il tredicesimo titolo in carriera e il terzo del 2012 per Nadia Petrova.

## Sito ufficiale
- Sito ufficiale, su sofia-tennis.bg. URL consultato il 28 ottobre 2012 (archiviato dall'url originale il 1º maggio 2012).